# 牢獄餘生
是一部1932年美國前法典荷里活時期的犯罪電影，由默文·萊羅伊導演，主演保羅·穆尼飾演一名被誤判有罪，後來逃至芝加哥的帶鐐囚犯。本片於1932年11月10日上映。電影得到正面評價，並獲得三項奧斯卡金像獎提名。
本片由Howard J. Green和布朗·霍姆斯編劇，根據Robert Elliott Burns在《True Detective》雜誌上連載的自傳《I Am a Fugitive from a Georgia Chain Gang!》而改編。其真實故事後來再被創作成電視電影《The Man Who Broke 1,000 Chains》（1987年），由韋·基馬主演。
1991年，本片被國會圖書館選為美國國家影片登記表的保存電影。

## 演員

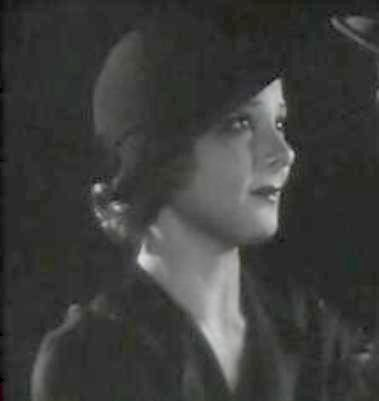
《牢獄餘生》預告片畫面

- 保羅·穆尼 飾 James Allen
- 格蘭達·法雷爾（英语：Glenda Farrell） 飾 Marie
- Helen Vinson（英语：Helen Vinson） 飾 Helen
- 諾爾·法蘭西斯（英语：Noel Francis） 飾 Linda
- 普雷斯頓·福斯特（英语：Preston Foster） 飾 Pete
- 阿倫·詹金斯（英语：Allen Jenkins） 飾 Barney Sykes
- Berton Churchill（英语：Berton Churchill） 飾 法官
- Edward Ellis（英语：Edward Ellis (actor)） 飾 Bomber Wells

## 伸延閱讀
- Burns, Robert E. . University of Georgia Press. 1932. ISBN 978-0-8203-1943-8.

## 外部連結
- 互联网电影数据库（IMDb）上《I Am a Fugitive from a Chain Gang》的资料（英文）
- 美国电影学会目录上的《I Am a Fugitive from a Chain Gang》（英文）
- TCM电影资料库上《I Am a Fugitive from a Chain Gang》的资料（英文）
- AllMovie上《I Am a Fugitive from a Chain Gang》的资料（英文）
- 爛番茄上《牢獄餘生》的資料（英文）
- I Am a Fugitive from a Chain Gang （页面存档备份，存于） at TV Guide (1987 write-up was originally published in The Motion Picture Guide)
- I Am a Fugitive from a Chain Gang （页面存档备份，存于） at Virtual History